# خاوی ناواس
خاوی ناواس (انگلیسی: Javi Navas؛ زادهٔ ۲ ژوئن ۱۹۹۱) بازیکن فوتبال اهل اسپانیا است.
از باشگاه‌هایی که در آن بازی کرده‌است می‌توان به باشگاه فوتبال رئال وایادولید اشاره کرد.